# Parafia św. Jadwigi Śląskiej w Kobylej Górze
Parafia Świętej Jadwigi Śląskiej w Kobylej Górze – parafia rzymskokatolicka należąca do dekanatu Ostrzeszów diecezji kaliskiej. Została utworzona w 1624. Mieści się przy Placu Wolności. Prowadzą ją księża diecezjalni.